# Lunapark (Bratislava)

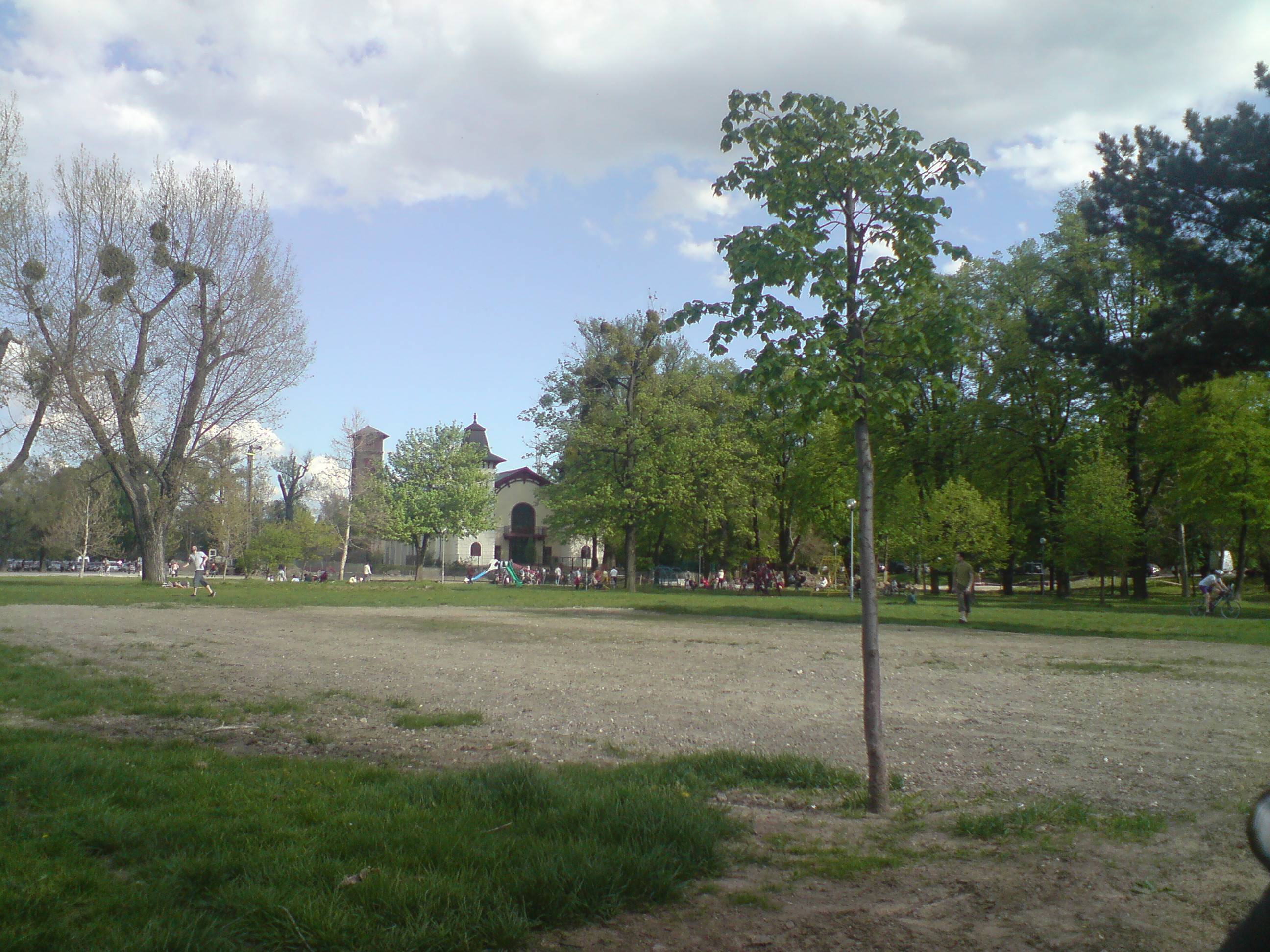
Tyršovo nábřeží po zrušení Lunaparku

Lunapark byl jediný zábavní park v Bratislavě, který fungoval v Petržalce na pravém břehu Dunaje na Tyršově nábřeží především v 80. a 90. letech 20 . století.
Mezi jeho atrakce patřily ruské kolo, autodrom, horská dráha, řetězová dráha, zrcadlový labyrint, strašidelná dráha "Peklo", dětský vláček, motokárová dráha, kolotoče pro děti. Součástí byla střelnice a stánky s občerstvením.
Koncem roku 2003 a začátkem roku 2004 byl bez náhrady zrušen, v současnosti se areál Tyršova nábřeží používá na kulturní akce.